# Nena (zangeres)
Gabriele Susanne Kerner (Hagen, 24 maart 1960), beter bekend onder de naam Nena, is een Duitse zangeres, actief in de popmuziek. De gelijknamige band Nena scoorde in de jaren tachtig grote hits met onder andere 99 Luftballons, dat een wereldhit werd, Nur geträumt, Leuchtturm, Fragezeichen en Irgendwie, irgendwo, irgendwann. In 1989 ging Nena solo. Aanvankelijk met minder succes dan in de periode met de band. In 2002 maakte zij echter een succesvolle comeback. De productie uit de periode van de band Nena meegeteld heeft ze naar schatting wereldwijd meer dan 22 miljoen platen verkocht. Zij is ook werkzaam geweest als actrice en presentatrice.

## Privéleven
Nena werd op 24 maart 1960 geboren in Hagen als Gabriele Susanne Kerner. Zij groeide de eerste 5 jaar van haar jeugd op in Breckerfeld. De familie verhuisde vervolgens naar Hagen. Zij heeft een jongere broer en een jongere zus. Haar ouders zijn gescheiden. De naam Nena gebruikt zij al sinds haar kindertijd. Die naam, die in het Spaans "klein meisje" betekent, kreeg ze na een vakantie met haar ouders in Spanje, waar de lokale bevolking haar zo noemde. Sindsdien noemt zij zichzelf en haar omgeving haar ook zo. Omdat zij de naam Nena ook privé en reeds sinds haar jeugd gebruikt is dit geen pseudoniem.
Zij ging naar het gymnasium, maar maakte de opleiding niet af. Op verzoek van haar ouders volgde ze vervolgens een opleiding tot goudsmid. Na de periode van de band The Stripes verruilde zij Hagen voor Berlijn om daar de band Nena te vormen. Zij bleef tot midden jaren negentig in Berlijn wonen.
Tussen 1979 en 1987 had Nena een relatie met Rolf Brendel, drummer van de band Nena. In 1987 leerde Nena de Zwitserse acteur Benedict Freitag kennen. Samen met Benedict Freitag kreeg zij in 1988 een zoontje, dat door medische fouten zwaar gehandicapt ter wereld kwam. Nena verkeerde rondom de bevalling zelf ook in levensgevaar. In 1989 overleed haar zoontje vlak voor zijn eerste verjaardag. In 1990 kreeg Nena een tweeling, een jongen en een meisje. Nena en Benedict Freitag scheidden in 1992. Met haar huidige partner, drummer Philipp Palm, met wie zij niet getrouwd is, kreeg zij in de jaren negentig nog twee zonen. Zij heeft zes kleinkinderen (stand 2022).

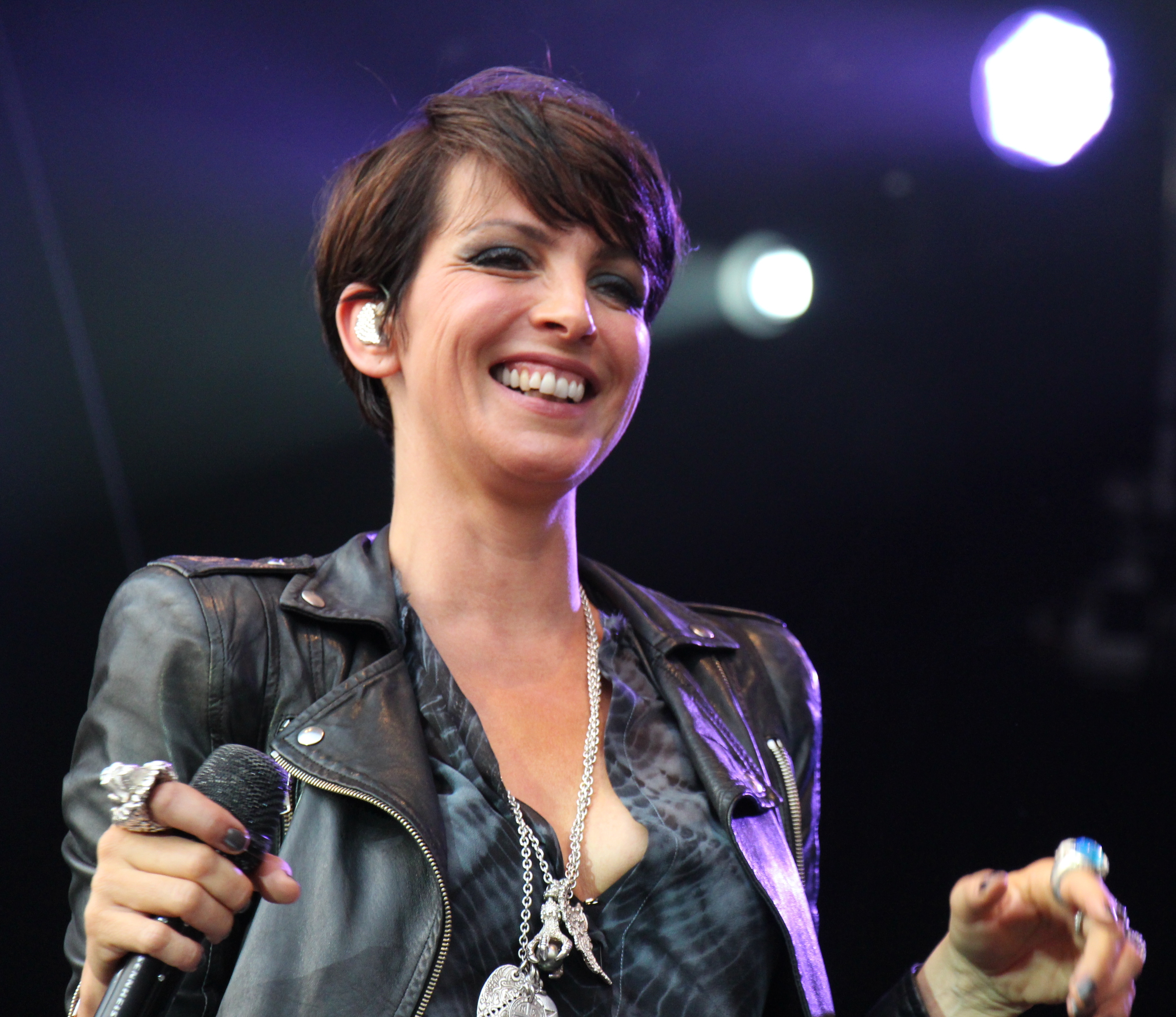
Nena live in 2013.

## Carrière

### Muzikaal begin (1977–1981)
In november 1977 leerde Nena in een Hagense discotheek de gitarist Rainer Kitzmann kennen. Hij vroeg haar als zangeres in zijn band The Stripes plaats te nemen. In 1978 volgden de eerste live-optredens en de band kreeg een platencontract. De eerste single Ecstasy verscheen eind 1979. Een lp, The Stripes, verscheen in 1980. Vervolgens werden er nog drie singles uitgegeven. De elpee en de singles hadden geen succes. De band trad in 1981 met het lied Tell me your name nog op in het Duitse televisieprogramma Disco. Hetzelfde jaar ging de band uit elkaar. Nena vertrok vervolgens met drummer Rolf Brendel van de band The Stripes naar Berlijn, om daar samen met hem, gitarist Carlo Karges, bassist Jürgen Dehmel en toetsenist Uwe Fahrenkrog-Petersen de band Nena te vormen.

### Band Nena (1982–1987)
Tussen 1982 en 1987 was Nena zangeres van de band Nena. Het feit dat de zangeres en de band dezelfde naam hadden, heeft weleens tot verwarring geleid.
Het bekendste lied van de band Nena is 99 Luftballons uit 1983, dat in onder meer Nederland en Vlaanderen een nummer 1-hit werd. Hoewel er een Engelstalige versie van bestaat die in het Verenigd Koninkrijk op 1 kwam, was het de Duitstalige versie die de Amerikaanse top haalde. In Duitsland was Nur geträumt in 1982 hun eerste hit. De band maakte vier Duitstalige albums, één half Engelstalig-half Duitstalig album en één geheel Engelstalig album. De Engelstalige liedjes waren vertalingen van de Duitstalige versies. Moeilijker te vertalen liedjes kregen een gedeeltelijk of geheel nieuwe tekst op dezelfde melodie. In 1987 ging de band uit elkaar.
Nena gebruikt de liedjes uit de periode van de band Nena tegenwoordig als solozangeres nog steeds.
Nena is de jaren 80 ook werkzaam geweest als actrice. In 1983 speelde Nena in de film Gib Gas – Ich will Spaß, aan de zijde van de destijds populaire Neue Deutsche Welle-zanger Markus. Nena zingt zes nummers in deze film en één duet met Markus. In 1985 had zij een gastrol in de film Richty Guitar en in 1987 speelde zij een rol in de film Der Unsichtbare.

### Solocarrière (1989–)
In 1989 begon Kerner een solocarrière onder de naam Nena. Haar eerste soloalbum uit 1989 kreeg de naam Wunder gescheh'n, evenals de eerste single van het album, dat een bescheiden hit werd. In de jaren negentig volgden nog 4 popalbums: Bongo girl (1992), Und alles dreht sich (1994), Jamma nich (1997) en Wenn alles richtig ist, dann stimmt was nich (1998), maar Nena scoorde geen grote hits meer en de albums behaalden geen hoge verkoopcijfers. Langzaam verloor zij de aandacht van het grote publiek. Zij gaf in de jaren negentig nog wel optredens en concerten, maar voor een kleiner publiek dan in de jaren tachtig. In 2001 bracht zij het popalbum Chokmah uit.
In 1990 is Nena ook begonnen met het uitbrengen van albums met kinderliedjes, waarna t/m 2008 verscheidene kinderalbums verschenen. Er werden zelden singles van deze albums uitgegeven.
In de jaren 90 was Nena ook te zien als presentatrice op de Duitse televisie.

### Comeback
Nena bracht in augustus 2002 in samenwerking met de Duitse DJ WestBam de single Oldschool baby uit dat een bescheiden hit werd. Het nummer behoort tot een album van WestBam.
Hoewel zij nooit helemaal afwezig was geweest, maakte Nena eind 2002 een comeback. Samen met oud-lid van de band Nena, Uwe Fahrenkrog-Petersen, maakte zij een nieuw album. Ze kwamen op het idee om liedjes uit voornamelijk de periode van de band Nena, maar ook een paar liedjes uit haar solocarrière te remixen tot nieuwere versies. Het moderniseren van deze oude liedjes sloeg aan; zowel bij de fans uit de jaren 80, als bij de jeugd. Van het bijbehorende album Nena feat. Nena werden ruim 1,5 miljoen exemplaren verkocht. Het album werd in Duitsland bekroond met drievoudig platina. In Duitsland werden als single uitgebracht: 99 Luftballons (new version), Leuchtturm (new version), dat deels een nieuwe tekst kreeg, Wunder geschehen (new version), Anyplace, Anywhere, Anytime (new version) en Nur geträumt (new version). In 2003 scoorde ze samen met Kim Wilde in een deel van Europa een hit met Anyplace, Anywhere, Anytime, een tweetalige remake van Irgendwie, irgendwo, irgendwann en Anyplace, anywhere, anytime uit 1984. Het was de vierde single uit het album Nena feat. Nena. Onder meer in Nederland haalde de single de nummer 1-positie. In Vlaanderen stond de single op nummer 2. Na Anyplace, anywhere, anytime werd in Nederland en België, zonder al te veel succes, de nieuwe versie van 99 Luftballons uitgebracht. In 2003 volgde een dvd onder de titel Nena feat. Nena live. In 2004 volgde een live cd onder de titel Nena live Nena.
In 2004 bracht zij in samenwerking met elektronische muziekgroep Toktok het nummer Bang Bang uit en in samenwerking met de reggaeband Sam Ragga Band het nummer Schade.
In 2005 kwam een geheel nieuw album uit onder de naam: Willst du mit mir gehn. De single "Liebe ist" landde op de eerste plek van de Duitse hitlijst. De tweede single Willst du mit mir gehn haalde plaats 6 in de Duitse charts. De derde single werd Lass mich. Het album bevatte twee cd's. Eén met studio-opnamen (album rood) en één met unpluggedliedjes (album oranje). Het 'rode album' werd opgenomen in een studio in Berlijn en het 'oranje album' werd opgenomen op Mallorca. Het 'oranje album' is zeer experimenteel met nummers die langer duren dan 8 minuten, waardoor het commercieel niet interessant is. Het 'rode album' bevat het commercieel interessantere deel, met veel uptempo pop-liedjes en een aantal ballads. Het met platina bekroonde album haalde plaats 2 van de Duitse album-hitlijst. Willst du mit mir gehn is het laatste album tot op heden (2013) dat ook in Nederland en Vlaanderen is uitgebracht.
In 2006 bracht zij in samenwerking met Duncan Townsand het lied Caravan of Love uit. Een cover van the Housemartins uit 1985.
In 2007 zong zij in samenwerking met Olivier Pocher en Stephan Remmler de soundtrack voor de film Vollidiot in. Het nummer kreeg de naam Ich kann nix dafür. Een nummer op de melodie van het lied Young Folks van Peter Bjorn en John uit 2006.

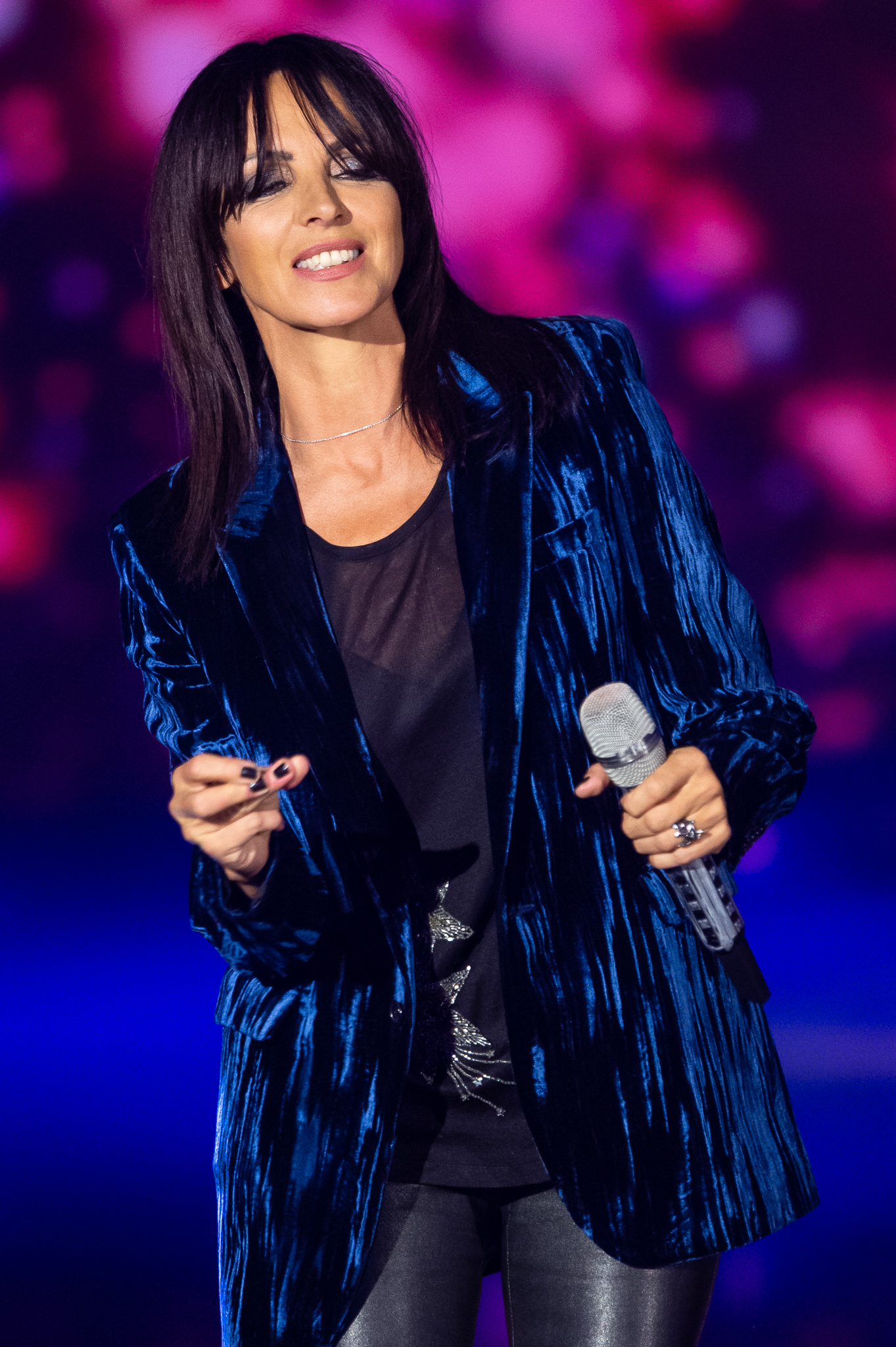
Nena in 2018

In Duitsland, Oostenrijk en Zwitserland kwam in 2007 het album Cover me uit. De dubbel-cd bevatte zowel Duitse als Engelse coversongs. Op de cd bevond zich één nieuw liedje; Mach die augen auf, tevens de eerste single van het album. Als tweede single werd Ich werde dich Lieben uitgebracht en als derde single Mein Weg ist mein Weg. Het album haalde plaats 6 van de Duitse album-hitlijst.
In Duitsland, Oostenrijk en Zwitserland, kwam in 2009 het album Made in Germany uit. Het album telde 13 nieuwe liedjes. Als eerste single werd Wir sind Wahr uitgegeven, als tweede Du bist so gut für mich, als derde In meinem Leben, dat plaats 4 van de Duitse hitlijst haalde en als vierde Geheimnis. Het in Duitsland met goud bekroonde album haalde plaats 3 van de Duitse album-hitlijst. Made in Germany is het eerste popalbum uitgebracht door Nena's eigen platenmaatschappij Laugh & Peas Entertainment & Lifestyle GmbH. In 2008 bracht zij al een kinderalbum uit onder haar eigen label. In 2010 werd een liveversie van het album uitgebracht onder de naam Made in Germany live. In 2011 volgde een dvd onder de titel Made in Germany live in concert.
In 2009 werd 99 Luftballons opnieuw geremixt tot een nieuwere versie, waarvan de videoclip werd uitgezonden in het kader van "Summer of the 80s" door de Duitse televisiezender ARTE. Deze nieuwe versie lijkt overigens meer op de originele versie dan de versie uit 2002.
Op 1 mei 2010 gaf Nena in Amsterdam een concert. Het was haar eerste optreden sinds jaren in Nederland. Het optreden vond plaats in Paradiso. Op de dvd Made in Germany live zijn beelden te zien van dit concert. Het concert maakte deel uit van de Europa-tour. Nena toerde voor het eerst in ruim 25 jaar weer door een deel Europa. In de tussentijd heeft zij vrijwel alleen opgetreden in Duitsland, Oostenrijk en Zwitserland. Later in 2010 gaf zij nog drie optredens in Nederland: één op Parkpop in Den Haag, één op Retropop in Emmen en één in de Rodahal in Kerkrade.
In 2010 bracht zij in de Duitstalige landen een nieuwe versie van het lied Haus der drei Sonnen uit 1985 uit. Ditmaal in duet met Peter Heppner. Haus der drei Sonnen had in 2002, ten tijde van Nena feat. Nena, nog geen nieuwe versie gekregen. Het lied was onderdeel van het verzamelalbum Best of Nena. Best of Nena is het enige best-of album dat door Nena zelf is samengesteld. In 2011 bracht zij in de Duitstalige landen in samenwerking met Die Atzen de single Strobo Pop uit. Het nummer behoort tot een album van Die Atzen.
Op 2 november 2012 kwam, in de Duitstalige landen, het nieuwe album Du bist gut uit. Het album kwam binnen op plaats 2 van de Duitse albumscharts. De eerste single Das ist nicht alles kwam uit op 26 oktober 2012. In 2013 kwam de tweede single Besser gehts nicht uit. Het 15 nummers tellende album is grotendeels opgenomen op IJsland, in de studio van de IJslandse band Sigur Rós. Het album werd uitgebracht in een standaard versie en deluxe versie. De deluxe versie biedt een bonus cd, met een aantal live opnamen en een aantal nieuwe versies van oude nummers. Het album is in Duitsland inmiddels met een gouden plaat bekroond.
Op 13 december 2014 gaf Nena in Saasveld een dubbel concert met Kim Wilde, Saasveld Live! De eerste helft van het concert werd verzorgd door Kim Wilde, de tweede helft door Nena. In het tweede deel zongen ze samen hun hit uit 2003 Anyplace, anywhere, anytime.
Op 27 februari 2015 kwam, in de Duitstalige landen, het nieuwe album Oldschool uit. De eerste single werd Lieder von Frueher. De tweede single werd Berufsjugendlich en als derde werd Genau jetzt uitgebracht.
Nena heeft (naar schatting) wereldwijd inmiddels meer dan 22 miljoen platen verkocht (meegenomen de verkochte platen uit de periode van de band Nena). Het gaat hier om singles (lp, cassette, cd, betaalde download), albums (lp, cassette, cd, betaalde download), video's en dvd's. Zij behoort hiermee tot de succesvolste artiesten uit de Duitse muziekgeschiedenis.
In 2020 verscheen het nieuwe album met de titel "Licht". De gelijknamige eerste single kwam uit op Nena's 60e verjaardag, op 24 maart 2020.

## Andere werken
In 2005 kwam Nena's autobiografie Nena: willst du mit mir gehn uit, die zij samen met Claudia Thesenfitz schreef. De oorspronkelijke werktitel van het boek luidde Ich bin, maar werd tengunste van het album Willst du mit mir gehn veranderd. In de Duitse bestsellerlijst kwam het boek binnen op plaats 3.
In 2007 kwam Nena negatief in het nieuws omdat zij tijdens een optreden voor medewerkers van een Duitse verzekeringsmaatschappij toeschouwers zou hebben beledigd. De zaak kwam voor de rechter en deze besliste dat Nena een deel van de verkregen geldsom moest terugbetalen.
In 2007 opende Nena ook een school in Hamburg, die zij met een aantal anderen oprichtte. De school kreeg de naam: Neue Schule Hamburg. Het was de eerste school in Duitsland georganiseerd volgens het concept van de Sudbury school. In de Duitse (roddel)pers werd bericht over wanordelijkheden op de school, maar dit zou inmiddels zijn opgelost.
In september 2009 gaf Nena aan aanhanger te zijn van de Indiase goeroe Osho en vertelde ze dat ze dynamische meditatie beoefent. Nena is vegetariër.
Nena was tussen 2011 en 2013 te zien als coach in de eerste drie seizoenen van The Voice of Germany.
In 2017 en 2018 was Nena, samen met haar dochter, een van de coaches in de Duitse versie van The Voice Kids.
in 2019 brengt Nena met haar dochter een kledingcollectie uit in samenwerking met het Duitse merk Tom Tailor. In 2020 komt er ook een nieuwe collectie uit.

## Divers
- Hoewel Nena het meermaals in het Engels heeft geprobeerd, waren het voornamelijk de Duitse versies van de albums en singles die het goed deden in Duitsland en in het buitenland.[bron?] Alleen 99 Red Balloons uit de periode van de band Nena werd een hit in een aantal landen (hoewel in de meeste landen, waaronder de Verenigde Staten, 99 Luftballons het beter deed) en het tweetalige Anyplace, anywhere, anytime werd een hit in een deel van Europa.
- De videoclip van 99 Luftballons van de band Nena uit 1983 is opgenomen in Nederland (oefenterrein De Harskamp).[bron?]
- De videoclip van Anyplace, anywhere, anytime uit 2003 is opgenomen in Londen.[bron?]
- Haar twee grootste hits in Nederland 99 Luftballons en Anyplace, anywhere, anytime staan beide in de NPO Radio 2 Top 2000.[(sinds) wanneer?][bron?]
- Anyplace, anywhere, anytime stond in 2003 in Nederland 5 weken op nummer 1 in de Nederlandse Top 40 en bleef 19 weken in de lijst staan. Ook in de Mega Top 50 behaalde de plaat de eerste plaats. 99 Luftballons stond in 1983 4 weken op nummer 1 in de Nederlandse Top 40 en bleef er 10 weken in staan. De plaat bereikte ook de nummer 1-positie in de Nationale Hitparade en de TROS Top 50. Hierdoor zou men kunnen stellen dat Anyplace, anywhere, anytime in Nederland een grotere hit was dan 99 Luftballons.[bron?]
- Toen Nena bezig was met het album Nena feat. Nena, waarvoor zij ook een nieuwe versie van Irgendwie, irgendwo, irgendwann wilde opnemen, ontmoette zij toevallig Kim Wilde op een feest in Berlijn. Zij vroeg Kim Wilde, die zij nog kende uit de jaren 80, Irgendwie, irgendwo, irgendwann samen in een tweetalige versie op te nemen.[bron?] Zonder deze ontmoeting, zou de nieuwe versie van Irgendwie, irgendwo, irgendwann en Anyplace, anywhere, anytime uit 1984 dat onverwacht een groot succes werd niet in een tweetalige versie met Kim Wilde zijn verschenen.[bron?]
- Nena coverde zichzelf met het album Nena feat. Nena, maar werd ook vaak gecoverd. Vooral de liedjes 99 red balloons/99 luftballons, Irgendwie, irgendwo, irgendwann, Nur geträumt en Anyplace, anywhere, anytime (new version) zijn nationaal (In Duitsland) en/of internationaal één of meermaals gecoverd.[bron?]
- Het lied Liebe ist uit 2005 was tevens de titelsong van de Duitse telenovela Verliebt in Berlin.[bron?]
- Nena vertelde in 2005 dat zij gevraagd was voor een realitysoap, maar dat zij het aanbod had geweigerd.[bron?]
- Nena's eigen haarkleur is bruin.[bron?] Zij heeft een groen-bruine oogkleur.[bron?]
- De naam Nena betekent in het Spaans 'klein meisje'.[bron?] De mannelijke vorm is 'Nene', dat 'kleine jongen' betekent.
- Op hele jonge leeftijd kon ze haar eigen voornaam nog niet uitspreken. Ze sprak het uit als Nena, de naam die ze later als artiest adopteerde.[bron?]
- Hoewel zij voornamelijk populair is in de Duitstalige landen, heeft zij wereldwijd relatief gezien, bij elkaar nog steeds een grote schare fans die haar muziek koopt.[bron?]
- Nena is moeder van een tweeling.[bron?] Haar dochters staan tijdens concerten van Nena geregeld als achtergrondzangers op het podium.[bron?]

## Filmografie
Als actrice:
- 1983: Gib Gas – Ich will Spaß (film)
- 1985: Richy Guitar (gastrol) (film)
- 1987: Der Unsichtbare (film)
- 2009: Gute Zeiten, Schlechte Zeiten (zang, gastrol, als zichzelf) (tv-serie) (televisiezender: RTL Television)

Als nasynchronatrice:
- 1998: Das magische Schwert – Die Legende von Camelot – Kayley (zang)
- 1999: Tobias Totz und sein Löwe – des Löwen Freundin Lea
- 2001: Die Abrafaxe – Unter schwarzer Flagge – Anne Bonny
- 2002: Peter Pan: Neue Abenteuer in Nimmerland (zang)
- 2006: Arthur und die Minimoys – Prinzessin Selenia
- 2006: Eragon – Das Vermächtnis der Drachenreiter – Saphira
- 2009: Arthur und die Minimoys 2 – Die Rückkehr des bösen M – Prinzessin Selenia
- 2010: Arthur und die Minimoys 3 – Die große Entscheidung – Prinzessin Selenia

Als presentatrice:
- 1994: Metro (boulevardmagazine) (televisiezender: ARD)
- 1998: Countdown Grand Prix (televisiezender: ARD)

Als jurylid/coach:
- 2011-2013 The Voice of Germany (televisiezender: Sat.1)
- 2017-2018 The Voice Kids (televisiezender: Sat1)

## Prijzen en onderscheidingen in Duitsland
- 1982: Goldener BRAVO-Otto Beste Duitse zangeres
- 1983: Goldener BRAVO-Otto Beste Duitse groep
- 1983: Goldener Pop-Rocky-Schlumpf Beste Duitse groep
- 1984: Goldene Europa Beste popalbum
- 1984: Goldener BRAVO-Otto Beste Duitse groep
- 1984: Goldener Pop-Rocky-Schlumpf Beste Duitse groep
- 1990: Goldene Stimmgabel Succevolste artiest 1989/90
- 1991: RSH-Gold Succesvolste artiest van het jaar[1]
- 1993: RSH-Gold Comeback van het jaar[2]
- 1993: RSH-Gold Artiest nationaal[2]
- 1994: Goldene Stimmgabel Succesvolste popartiest
- 2002: Goldene Stimmgabel Succesvolste popartiest
- 2002: 1 Live Krone Levenswerk
- 2003: Echo Succesvolste artiest nationaal
- 2003: Comet Nationale artiest
- 2003: Goldene Henne (Publieksprijs) Nationale artiest
- 2003: Goldene Laura Succesvolste artiest van het jaar
- 2003: Goldener BRAVO-Ehren-Otto Levenswerk
- 2004: Amadeus Austrian Music Award Succesvolste artiest
- 2004: Women’s World Awards World Artist Award
- 2004: Fred-Jay-Preis
- 2008: Deutscher Preis für Wirtschaftskommunikation Prijs voor Neue Schule Hamburg
- 2008: Deutscher Kinderpreis
- 2010: Sexiest Female Vegetarian, Online-voting van de organisatie Peta
- 2011: Comet platina comet